# Forrester Harvey
Forrester Harvey, född 27 juni 1884 i Cork, Irland, död 14 december 1945 i Laguna Beach, Kalifornien, var en irländsk skådespelare. På 1920-talet medverkade han i brittiska stumfilmer. Från 1930-talets början var han verksam i USA och medverkade i över 100 Hollywoodfilmer. Han var en utpräglad birolls och smårollsskådespelare, ofta i filmer som utspelades på Brittiska öarna.

## Filmografi (i urval)
- 1926 – Drottning utan krona
- 1931 – Sista varningen
- 1932 – En gång i livet...
- 1932 – Taifun
- 1932 – Tarzan
- 1932 – Shanghaiexpressen (ej krediterad)
- 1933 – Örnarnas kamp
- 1933 – Den osynlige mannen
- 1933 – Lady för en dag (ej krediterad)
- 1934 – Den brokiga vävnaden
- 1935 – Den gyllene liljan
- 1935 – Kapten Blod
- 1935 – Kapten på Singaporelinjen (ej krediterad)
- 1937 – Född till gentleman
- 1937 – Prinsen och tiggaren
- 1938 – A Christmas Carol (ej krediterad)
- 1940 – Skandal i Oxford[1]
- 1940 – Rebecca
- 1941 – Dr. Jekyll och Mr. Hyde
- 1941 – Vi behöver varann (ej krediterad)
- 1942 – Mrs. Miniver (ej krediterad)
- 1942 – Slumpens skördar (ej krediterad)
- 1942 – Över allt förnuft (ej krediterad)
- 1944 – Hämnaren (ej krediterad)
- 1946 – De gröna åren (ej krediterad)